# Pseudotyrannochthonius kubotai
Pseudotyrannochthonius kubotai är en spindeldjursart som först beskrevs av Kuniyasu Morikawa 1954.  Pseudotyrannochthonius kubotai ingår i släktet Pseudotyrannochthonius och familjen käkklokrypare. Inga underarter finns listade i Catalogue of Life.